# Carlo Crivelli
Carlo Crivelli (ca. Venècia, 1435 - ca.1495) va ser un pintor quatrecentista Italià.

## Biografia
Les úniques dates que poden donar-se com certes sobre la seva vida com a pintor són 1468 i 1493: aquests són, respectivament, el primer i últim any signats als seus quadres - el primer en un retaule per a l'església de Sant Silvestro a Massa a prop de Fermo, i l'últim en un quadre a la col·lecció Oggioni a Milà.
Encara que va néixer a Venècia, Crivelli sembla haver treballat sobretot a La Marca d'Ancona, especialment en Ascoli i als voltants, només hi ha dos quadres a Venècia, a l'església de San Sebastiano. Es diu que va estudiar amb Jacobello del Fiore, que està documentat en data tan tardana com 1436, en aquella època Crivelli probablement era només un nen. També va estudiar a l'escola de Vivarini a Venècia, després va deixar Venècia, inicialment, segons es creu en general, per anar a Pàdua, on es considera que va treballar al taller de Francesco Squarcione i després va ser a Zara en Dalmàcia (avui part de Croàcia, però llavors territori venecià) el 1459, al que va seguir un problema legal després del qual va ser sentenciat a la presó durant sis mesos per haver tingut relacions amb una dona casada, Tarsi Cortese, esposa d'un mariner.
L'artista sempre va signar amb una variant de «Carlo Crivelli de Venècia», com «Carolus Crivellus Venetus»; des de 1490 va afegir el títol «Milers», havent estat per llavors nomenat cavaller (Cavaliere) per Ferran II de Nàpols. Va pintar només al tremp, tot i la creixent popularitat de l'oli durant la seva vida.

## Obra

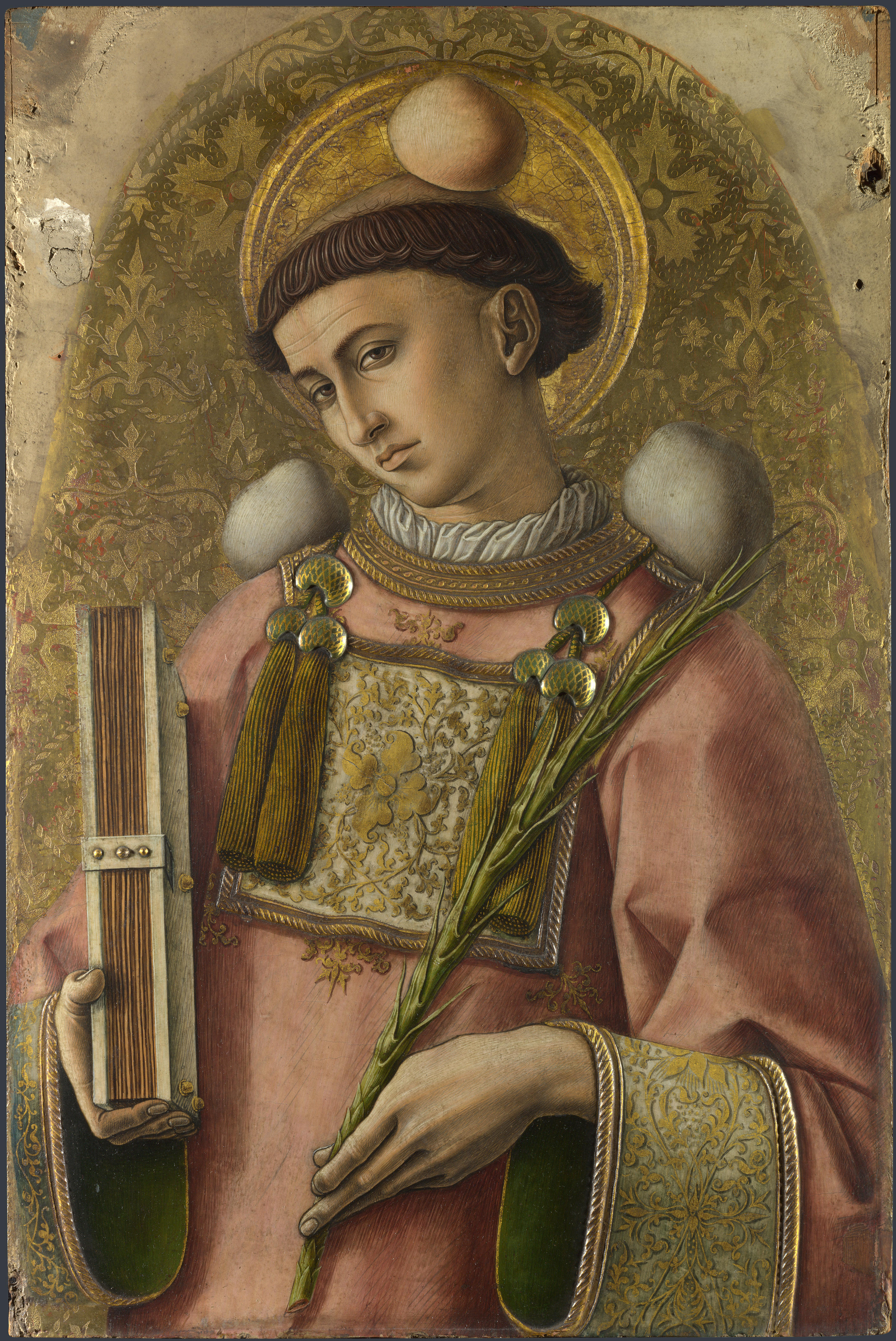
Pintura de Crivelli de 1476 de sant Esteve màrtir, amb tres pedres i la palma del martiri.

A diferència de les tendències naturalístiques que creixien en la Florència de l'època, l'estil de Crivelli encara té ressons de la sensibilitat romanes d'Orient. L'ambientació urbana dels seus quadres són com joies, plens d'elaborats detalls al·legòrics.
Va introduir agradables paisatges com a fons, i es va sentir particularment inclinat a col·locar fruites i flors com accessoris, sovint en fistons penjants, la qual cosa era característic de l'estudi de Pàdua de Francesco Squarcione, on Crivelli va poder haver treballat. La National Gallery de Londres té força exemples d'obres de Crivelli, l'Anunciació amb Sant Emidio, possiblement la seva pintura més famosa, i elBeat Ferretti(de la mateixa família que el Papa Pius IX) en èxtasi religiós. Una altra de les seves principals pintures es troba a San Francesco di Matel; a Berlín hi ha una Verge amb Sants (1491), en la Pinacoteca Vaticana, un Crist mort, i en la Pinacoteca de Brera, en Milà, la Verge de la vela. També hi ha exemples de la seva obra en museus nord-americans.
Malgrat del seu naixement venecià, els seus quadres tenen ascendència obaga. Crivelli és un pintor de marcada individualitat. A diferència de Giovanni Bellini, contemporani seu, les seves obres no són «suaus», sinó clares i definides en el seu contorn, i amb una sorprenent atenció al detall. El seu ús d'artificis, sovint comparats a pintors del renaixement nòrdic com Rogier van der Weyden, inclou objectes que s'alcen, com llàgrimes, i joies fetes de guix. L'obra de Crivelli és exclusivament religiosa, amb encàrrecs dels franciscans i els dominics d'Ascoli. Els seus quadres són principalment imatges de Verge amb Nen, pietà, i els políptics en aquells dies ja passats de moda. Sovint estan plenes d'imatges de sofriment, com ferides obertes a les mans de Crist, i en el seu costat, i les boques dels que es lamenten tortes en agonia. L'obra de Crivelli plena apropiadament les necessitats espirituals dels seus patrons. Aquestes qualitats ultra-realistes, de vegades pertorbadores, sovint han portat als crítics a considerar que les pintures de Crivelli són «grotesques», com les del seu connemporáneo del nord d'Itàlia, Cosimo Tura.
Pocs artistes semblen haver treballat amb major unitat de propòsit, o més control dels seus materials, i això se li reconeixia per l'elevat nombre de prestigiosos encàrrecs que rebia. És possible que Carlo fora de la mateixa família de pintors que Donato Crivelli (el treball està documentat el 1459, i va ser també un alumne de Jacobello) - Vittorio Crivelli, amb qui va col·laborar ocasionalment, va ser el seu germà menor. Pietro Alemanno, un pintor que havia viatjat a Les Marques des d'Alemanya o Àustria, va ser el seu alumne i col·laborador.
Carlo Crivelli va morir a Las Marques probablement en Ascoli Piceno al voltant de 1495. La seva obra va perdre el favor del públic a la seva mort i no és esmentat en les Vides d'artistes de Vasari (que és obra molt centrada a Florència). Va tenir una mena de renaixement, especialment en el Regne Unit, en l'època dels pintors prerafaelites, alguns dels quals, com Edward Burne-Jones admiraven a Crivelli. L'admiració per la seva obra va decaure acord va declinar la influència prerafaelita durant el període modernista, però actualment se li presta més atenció, gràcies a una sèrie d'escrits sobre la seva obra i al fet que les seves obres hagin tornat a penjar a la National Gallery de Londres.